# Paraphidippus aurantius
La araña saltarina verde-dorado (Paraphidippus aurantius), es un arácnido perteneciente a la familia Salticidae (ARAÑAS SALTARINAS, del orden Araneae. Esta especie fue descrita por Lucas en 1833, originalmente bajo el nombre Salticus aurantius. El nombre de la especie proviene de la palabra latina “auranties” que es una inflexión de “aurantius” que significa naranja, en la descripción original se hace referencia a que el abdomen presenta manchas verdes. Ola 
La plataforma Naturalista reporta registros de esta especie de araña en el sureste de los Estados Unidos, en México, Centroamérica y Colombia. En México se le ha observado en los estados de Baja California, Chihuahua, Sinaloa, Durango, San Luis Potosí, Tamaulipas, Jalisco, Guanajuato, Colima, Michoacán, Guerrero, Tlaxcala, Puebla, Veracruz, Oaxaca y Chiapas. La NOM-059-SEMARNAT-2010 no considera a esta araña en sus listas  de especies en riesgo; la UICN 2019-1 tampoco.

## Clasificación y descripción
Es una araña perteneciente a la familia Salticidae, del orden Araneae. La coloración es variada, dependiendo el estadio de desarrollo en el cual se encuentre, las hembras y los ejemplares inmaduros presentan un verde iridiscente en el cefalotórax y el abdomen aunque algunos ejemplares llegan a presentar un color más dorado, en lugar de verde; el abdomen presenta una banda en la parte superior dorsal y manchas en la parte dorsal lateral, las cuales pueden ser blancas o naranjas; el cefalotórax presenta la misma coloración verde, con setas blancas o naranjas a la altura de la región ocular. Los machos presentan un marcado dimorfismo sexual, por lo que su coloración es oscura, casi negra; el cefalotórax presenta setas blancas o naranjas solamente en los costados; una característica notable es que los quelíceros son alargados y prominentes; el abdomen presenta, al igual que las hembras, puntos blancos y una banda en la región dorsal superior; el primer par de patas es alargado y tiene flecos blanquecinos.

## Distribución
Esta especie es de amplia distribución, se tiene registro de ella en las Antillas Mayores y desde Estados Unidos hasta Panamá, pasando por México.

## Ambiente
Es de ambiente terrestre. Hay una gran variedad de hábitats en los que se le ha registrado, se puede hallar en árboles ribereños, arbustos, pastos, hierbas, etcétera.

## Estado de conservación
Hasta el momento en México no se encuentra en ninguna categoría de protección, ni en la Lista Roja de la IUCN (International Union for Conservation of Nature) ni en CITES (Convención sobre el Comercio Internacional de Especies Amenazadas de Fauna y Flora Silvestres).